# Nick Lowe
Nick Lowe (Walton-on-Thames, 24 marzo 1949) è un cantautore, musicista e produttore discografico britannico.

## Biografia
Polistrumentista e compositore iniziò la carriera musicale giovanissimo nel 1967 come membro dei Kippington Lodge, diventati nel 1970 Brinsley Schwarz, gruppo pub rock/country blues londinese, con i quali pubblicò sei dischi. Nel 1975 lasciò il gruppo e cominciò a suonare con Dave Edmunds nei Rockpile, con i quali pubblicherà quattro album di cui, a causa di differenti contratti discografici, solo uno a nome del gruppo, uno a nome proprio e gli altri due a nome Dave Edmunds. L'anno seguente pubblicò autoproducendosi per la neonata etichetta Stiff Records un singolo ed in seguito un EP (Bowi, gioco di parole in occasione dell'uscita dell'album Low di David Bowie).
Divenne produttore, dapprima dell'album Be Seeing You dei Dr. Feelgood, per i quali scrisse alcuni brani, tra cui Milk and Alcohol che entrò nella top ten britannica, poi del gruppo punk dei Damned per il singolo New Rose e l'album d'esordio Damned Damned Damned. Produsse poi i primi cinque album di Elvis Costello.
Divenne famoso per il suo stile grezzo e rapido nel lavoro di produzione: gli venne infatti affibbiato il nomignolo Basher, da bash, "colpo violento". Ottenne un ottimo successo commerciale con il singolo Cruel to Be Kind del 1979, che raggiunse il 12º posto nella classifica inglese ed entrò nella Billboard Hot 100.
Terminata l'esperienza con i Rockpile all'inizio degli anni ottanta, continuò come cantautore. Partecipò alla registrazione di alcuni dischi tra i quali Bring the Family (1987) di John Hiatt, con il quale, nel 1992, intraprese il progetto estemporaneo dei Little Village.
Un suo noto brano, (What's So Funny 'Bout) Peace, Love, and Understanding, venne usato nella colonna sonora del film Guardia del corpo, che ebbe un notevole successo commerciale. Dai versi della canzone il regista Bruce Beresford ha tratto ispirazione per il suo film Peace, Love & Misunderstanding del 2011, con Jane Fonda, Catherine Keener, Elizabeth Olsen e Jeffrey Dean Morgan, presentato al Toronto International Film Festival.
Negli ultimi anni Nick Lowe, schivo e lontano dal circo mainstream, ha continuato a pubblicare dischi virando verso un suono più vicino al roots rock.

## Discografia

### Album in studio
- 1978 - Jesus of Cool
- 1979 - Labour of Lust
- 1982 - Nick the Knife
- 1983 - The Abominable Showman
- 1984 - Nick Lowe & His Cowboy Outfit
- 1985 - The Rose of England
- 1988 - Pinker and Prouder than Previous
- 1990 - Party of One
- 1994 - The Impossible Bird
- 1998 - Dig My Mood
- 2001 - The Convincer
- 2007 - At My Age
- 2011 - The Old Magic
- 2013 - Quality Street: A Seasonal Selection for All the Family
- 2024 - Indoor Safari

### Live
- 2004 - Untouched Takeaway

### EP
- 1977 - Bowi
- 1980 - Nick Lowe & Dave Edmunds Sing the Everly Brothers

## Nella cultura di massa
- Lowe è citato insieme all'attore David Hemmings nella canzone di Peter Hammill Pushing Thirty, dall'album The Future Now (1978):

Follow each other like lemmings -

Swear they're all waiting for Nicky Lowe

To turn out like David Hemmings...»